# Дворац „Шлос“ у Голубинцима
Дворац „Шлос“ је подигнут у Голубинцима у другој половини 18. века, према пројекту из 1767. године, аутора Floriana Madocsnyia. Зграду су подигле власти Војне границе за потребе граничарских посада, као „Управну зграду у Голубинцима“ како је записано на плану. Грађевина као непокретно културно добро има статус споменика културе у великом значају.

## Изглед
По спољном изгледу, обради и детаљима, као и унутрашњем склопу, има све карактеристике објеката војнограничарске архитектуре. Грађена је као слободностојећи спратни објекат, правоугаоне основе, смештен у парку. Обрада фасада изведена је у малтерној пластици, изузев камених оквира око прозора и врата. Хоризонталном поделом помоћу венца, наглашено је издвојено приземље од спратног дела. Приземље фасаде решено је хоризонталном линијском малтерном поделом, док на спрату доминира вертикална подела зидних површина пиластрима, између којих се налази низ симетричних прозора. На западној и источној страни налази се плитак ризалит. Поред архитектонске вредности изражене у складним пропорцијама, наглашеној симетричности и правилном ритму отвора, објекат поседује и историјску вредност, јер је у њему кратко време, 1813. године, боравио Карађорђе.
Конзерваторски радови извођени су 1970, 1979–1982, 1988, 2004–2006. године.
Прва љубав Лудвига ван Бетовена Жанет д'Хонтар (1770). се после удаје преселила у дворац Шлос. Бетовен је пао у очајање. Бетовенов музеј у Бону чува љубавну преписку између љубавника међу којима се налази и Жанетино писмо Бетовену са детаљним нацртом пута до Голубинаца и изгледом дворца Шлос, а на основу кога се претпоставља да је Бетовен бар једном долазио у посету.